# Hemipus picatus
L'averla pigliamosche alibarrate (Hemipus picatus (Sykes, 1832)) è un uccello passeriforme della famiglia dei Vangidi.

## Distribuzione e habitat
La specie è diffusa nel subcontinente indiano (India, Sri Lanka, Bhutan, Nepal, Bangladesh), nel sud-est asiatico (Brunei, Cambogia, Laos, Myanmar, Vietnam, Thailandia, Malaysia e Indonesia) e nel sud della Cina.